# 被服学
被服学（ひふくがく）は、被服を中心にあつかう一学問分野であり、家政学あるいは生活科学の一領域である。

## 概要
ここで言う「被服」とは人体の表面近傍に於いて用いることを目的とする物体すべてを指し、衣類に関連するもっとも広範な意味を持つと考えられる。したがって、生活の基盤といわれる衣食住のうち、広く「衣」を扱う学問といえる。また、ファッション、よそおい（装い，粧い）をあつかう学問とも。
その内容はモノとしての被服にとどまらず、人間の生活すなわち文化の一要素としての被服を捉えようとするものである。また、個人の最外層を構成するものとして被服を捉え、服装、化粧、理髪、美容に至る総合的な「よそおい」や「美」を追求しようとする動きもある。

## 歴史

### 全般
成立当初は、既製服の普及前という時代背景から「裁縫」すなわち和服および洋服の縫製技術の修得を主な目的とする被服構成学がその中心であったと考えられる。その後、化学繊維の工業化やその普及などから繊維素材へと学問分野の広がりを見せ、被服材料学が成立する。ここでは、繊維工学分野の出身者がその指導的役割を果たすことになる。時を同じくして既製服の普及とともに製作から消費へと興味が移行し、洗浄を中心として扱う被服整理学なども重視されるようになる。洗浄の分野では、その排水による環境問題（富栄養化現象）なども指摘され環境とのかかわりについても扱われている。さらに、消費財としての傾向が強まるとオシャレやファッションといった側面に重点がおかれ、被服意匠学、被服心理学などの分野が新たに成立することになる。

### 被服学科
一方で、これを教授する大学、短期大学における被服学科（専攻、コースなども含む）については、昭和末期まで数多くの女子大学、女子短期大学に存在したが、学問分野の拡大、少子化対策などの理由から他分野との融合および名称変更が相次ぎこれを学科などの名称とする組織は激減した。この際、住居系学科との連携で取り扱い分野の拡大を図った「生活環境」、「生活造形（デザイン）」、あるいは着用者との連関に重点を置いた「ファッション」、「衣生活」などが名称あるいはその一部として採用された。ただし､こうした動きは名称と内容の乖離を生み、また、各名称のもとでの被服の扱いが軽視されるなどの点で疑問視する向きもある。
なお、専門学校、短期大学などでは学科の名称として服飾学科が多用されているが、学問としては被服学として発展してきた経緯もあり服飾学の呼称は一般的ではない。

## 分野

### 被服材料学
被服材料学（被服素材学）は、繊維、糸、布など被服の材料を取り扱う学問分野。繊維の合成から製品の物性までを扱う。

### 被服整理学
被服整理学（被服管理学）は、被服の表面に関わる諸現象を取り扱う学問分野。繊維製品の洗浄や加工などを扱う。

### 被服構成学
被服構成学（被服造形学）は、被服の制作に必要な事項を取り扱う学問分野。体型学（人間工学）から縫製に至るまでを扱う。

### その他
- 被服意匠学
- 被服衛生学
- 被服心理学
- 服飾美学

## 関連資格
- 衣料管理士 TA (Textile Advisor、テキスタイルアドバイザー)

社団法人日本衣料管理協会の審査・認定を受けた大学でとれる資格。1級（4年制大学）、2級（主として短期大学）がある。
- 繊維製品品質管理士 TES (Textiles Evaluation Specialist)

社団法人日本衣料管理協会の行う認定試験に合格するととれる資格。

## 教育機関

### 被服学科を擁する大学
- 大阪樟蔭女子大学（学芸学部　被服学科）
- 大妻女子大学（家政学部　被服学科）
- 共立女子大学（家政学部　被服学科）
- 日本女子大学（家政学部　被服学科）

### 被服学科に類する学科を擁する大学
- 杉野服飾大学（服飾学部 服飾学科）
- 東京家政大学（家政学部 服飾美術学科）
- 文化学園大学（服装学部 服装造形学科 服装社会学科）
- 文化ファッション大学院大学（ファッションビジネス研究科）

### 被服学科に類する学科を擁する短期大学
- 倉敷市立短期大学（服飾美術学科）
- 香蘭女子短期大学（ファッション総合学科）
- 東京家政大学短期大学部（服飾美術科）
- 東北女子短期大学（被服科）
- 戸板女子短期大学（服飾芸術科）

### 被服学科に類する学科
- ファッションデザイン学科

## 被服学に関連する学会
- 日本家政学会
- 日本繊維製品消費科学会
- 国際服飾学会
- ファッションビジネス学会